# Der Bär (Tschechow)
Der Bär (russisch Медведь/ Medwed) ist ein Theaterstück in einem Akt von Anton Tschechow. Der Dichter selbst bezeichnete sein Werk als „Scherz“. Es wurde am 28. Oktober 1888 im Korsch-Theater in Moskau uraufgeführt. Die Titelrolle spielte der damals in Russland sehr bekannte Schauspieler N. N. Solowzow, der mit Tschechow befreundet war und dem er sein Stück auch gewidmet hatte. In Deutschland kam der „Bär“ das erste Mal am 12. November 1900 in Berlin auf die Bühne.

## Handlung
Das Stück spielt im Salon eines Gutshofes im Russland des 19. Jahrhunderts.
Die verwitwete Gutsbesitzerin Jeléna Popówa ist eine Frau in den besten Jahren, deren Schönheit noch nicht verblüht ist. Obwohl ihr Mann schon vor einem Jahr gestorben ist, legt sie immer noch jeden Tag Trauerkleidung an und geht kaum aus dem Haus. Ihr greiser Diener Luká kann dieses Verhalten nicht verstehen. Als seine „Alte“ verstorben sei, so gibt er ihr zu verstehen, habe er einen Monat getrauert, und das habe gereicht. Jeléna Popowa aber betont, für sie habe das Leben seit Nikolajewitschs Tod jeglichen Wert verloren. Sie habe sich deshalb geschworen, diese Trauerkleidung bis zu ihrem Grabe nicht abzulegen und die Welt nicht mehr zu sehen, obwohl sie genau wisse, dass sie der Verblichene oft grausam behandelt habe und ihr sogar untreu gewesen sei. 
An der Tür ertönt ein schrilles Läuten. Die Herrin des Hauses will zwar niemanden empfangen, doch der Eindringling schert sich nicht darum. Herein kommt ein grobschlächtiger Kerl in schmutzigen Stiefeln, ungewaschen, ungekämmt, Strohhalme auf der Weste, und stellt sich als Artillerie-Leutnant a. D., Gutsbesitzer Grigórji Stepánowitsch Smírnow vor. Der verstorbene Gatte sei ihm 1200 Rubel schuldig geblieben, und diese Summe wolle er heute noch eintreiben. Heute noch? – Jeléna hält dies für ausgeschlossen. Ihr Verwalter kehre übermorgen aus der Stadt zurück, dann bekomme er das Geld. Jetzt aber wird Smírnow grob. Als er die Witwe mit zahlreichen Kraftausdrücken aus der untersten Schublade bombardiert, weigert sie sich, ihm länger zuzuhören und verlässt den Salon. 
Smírnow entschließt sich, so lange hier sitzen zu bleiben, bis er sein Geld habe. Seinem Diener ruft er zum Fenster hinaus zu, auszuspannen und sich auf einen längeren Aufenthalt einzurichten. Luká befiehlt er, ihm einen Schnaps zu bringen. Das laute Rufen lässt Jeléna in den Salon zurückkehren. Sie bittet den ungebetenen Gast dringend, ihre Ruhe nicht zu stören. Im Übrigen wisse er nicht, wie ein Mann sich gegenüber einer Frau zu verhalten habe. Doch diese Äußerung bringt Smírnow erst recht in Rage. Er, der sich dreimal in seinem Leben wegen Frauen duelliert habe, zwölf Frauen habe er verlassen und neun ihn, er solle nicht über Frauen Bescheid wissen? 
Nun schreien sich beide gegenseitig an und jeder versucht, den anderen zu übertrumpfen. Die Auseinandersetzung gipfelt darin, dass Smírnow die Popowa zu einem Duell fordert. Als diese sofort darauf eingeht und sogar zwei von ihrem Mann hinterlassene Pistolen holt, ist Smírnow tief beeindruckt, denn damit hat er nicht gerechnet. Was für eine Frau! Sie hat das gewisse Etwas! Luká aber ist entsetzt. Er hält es nicht mehr im Hause aus, sondern will rasch Hilfe herbeiholen.
Jeléna verlangt von dem Grobian, dass er sie erst einmal im Schießen unterweise, schließlich habe sie noch nie eine Pistole in der Hand gehabt. Während dies geschieht, vollzieht sich in Smírnow ein gründlicher Sinneswandel. Diese Frau wird immer mehr das Objekt seiner Begierde. Bald vergisst er, weshalb ihn sein Weg hierher geführt hat. Er hat jetzt nur noch Augen für dieses weibliche Geschöpf und macht ihr eine Liebeserklärung. Als er sie in die Arme nimmt, sträubt sie sich anfangs noch etwas, schmilzt aber bald dahin.
Inzwischen hat Luká Hilfe geholt. Er mit einer Axt bewaffnet, der Gärtner mit einer Harke, der Kutscher mit einer Mistgabel und Knechte mit Holzknüppeln betreten den Salon. Aber alles, was sie sehen, ist ein sich heftig küssendes Paar. Der Diener kann nur noch „Allmächtiger Gott!“ stammeln.

## Literarische Vorläufer
Der Einakter nimmt zweifellos Bezug auf die Novelle von der Witwe von Ephesus im satirischen Roman Satyricon von Petronius (Petron. 110,6-113).

## Bearbeitungen für das Musiktheater
- The Bear – An Extravaganza in one act. Libretto von Paul Dehn und William Walton, Musik von William Walton, Liedtexte von Paul Dehn, komponiert von Oktober 1965 bis Oktober 1966, Uraufführung am 3. Juni 1967 von der English Opera Group in Aldeburgh.
- Der Bär. Heiter groteske Kammeroper in einem Akt, Libretto und Musik von Peter Freiheit, nach dem gleichnamigen Theaterstück von Anton Tschechow in der Übersetzung von Johannes von Guenther, Uraufführung am 31. Oktober 1982 während der Hallischen Musiktage in Halle/Saale.
- The Boor. Komische Oper in einem Akt, Libretto und Musik von Donald Grantham, komponiert 1988, Uraufführung am 24. Februar 1989 am University of Texas Opera Theater.[2]

## Hörspiele (Auswahl)
- 1927: Der Bär – Regie: Ernst Pündter, mit Hedwig Herder, Ernst Pündter, John Walther; Produktion: Nordische Rundfunk AG
- 1929: Der Bär – Regie: Josef Krahé, mit Martina Otto-Morgenstern, Dittrich von Oppen, Oskar Berger; Produktion: Mitteldeutsche Rundfunk AG
- 1946: Der Bär – Regie: Günter Siebert, Sprecher: Nicht bekannt; Produktion: Radio Bremen
- 1947: Der Bär – Regie: Hanns Korngiebel, mit Reva Holsey, Walter Richter, Robert Müller; Produktion RIAS
- 1948: Der Bär – Regie: Ludwig Cremer, mit Charlotte Witthauer, Robert Meyn, Willy Schweissguth; Produktion NWDR Hamburg
- 1948: Der Bär – Regie: Walter Ohm, mit Godela Orff, Carl Wery, Herbert Kroll; Produktion: Bayerischer Rundfunk
- 1950: Der Bär – Regie: Hanns Farenburg, mit Carola Höhn, Karel Kuhlmann, Walter Werner; Produktion: Rundfunk der DDR
- 1953: Der Bär – Regie: Eduard Hermann, mit Marianne Hoppe, Gustav Knuth, Kaspar Brüninghaus; Produktion: NWDR Köln
- 1957: Der Bär / Der Heiratsantrag (Theatermitschnitt) – Regie: Erwin Piscator, mit Anneliese Römer, Hans Caninenberg, Walter Bluhm, Ernst Sattler; Produktion: RIAS
- 1959: Der Bär – Regie: Rolf von Goth, mit Hilde Krahl, Eduard Wandrey, Walter Bluhm; Produktion: Sender Freies Berlin
- 1960: Der Bär / Der Heiratsantrag – Regie: Cläre Schimmel, mit Eva-Maria Meinecke, Wolfgang Reichmann, Karl Bockx; Produktion: Süddeutscher Rundfunk
- 1960: Der Bär – Regie: Peter Brang, mit Gisela May, Gerd Ehlers, Fritz Links; Produktion: Rundfunk der DDR

## Verfilmung
Der oscarnominierte Kurzfilm Speed for Thespians basiert auf dem Theaterstück.